# Benjamin Melquiond
Benjamin Melquiond (Briançon, 3 febbraio 1975) è un ex sciatore alpino francese.

## Biografia
Figlio di Jules, a sua volta sciatore alpino, e originario di Serre Chevalier, Melquiond debuttò in campo internazionale in occasione dei Mondiali juniores di Lake Placid 1994, dove vinse la medaglia d'oro nel supergigante; esordì in Coppa Europa il 9 gennaio 1995 a Serre Chevalier in slalom gigante, senza completare la prova, e in Coppa del Mondo il 25 febbraio successivo a Whistler in discesa libera (62º).
Nel massimo circuito internazionale ottenne il miglior piazzamento il 3 marzo 1996 a Happo One in supergigante (8º); l'anno dopo ai Mondiali di Sestriere 1997, sua unica presenza iridata, si classificò 25º nella discesa libera, 29º nel supergigante e 17º nella combinata. Conquistò l'unico podio in Coppa Europa il 4 marzo 2000 al Passo del Tonale in supergigante (3º) e prese per l'ultima volta il via in Coppa del Mondo il 27 gennaio 2003 a Kitzbühel in supergigante, senza completare la prova; si ritirò al termine della stagione 2003-2004 e la sua ultima gara fu un supergigante FIS disputato l'11 aprile a Puy-Saint-Vincent.

## Palmarès

### Mondiali juniores
- 1 medaglia:
  - 1 oro (supergigante a Lake Placid 1994)

### Coppa del Mondo
- Miglior piazzamento in classifica generale: 79º nel 1997

### Coppa Europa
- Miglior piazzamento in classifica generale: 56º nel 2000
- 1 podio:
  - 1 terzo posto

### South American Cup
- Miglior piazzamento in classifica generale: 22º nel 2002
- 1 podio:
  - 1 vittoria

#### South American Cup - vittorie
| Data             | Località  | Paese     | Specialità |
| ---------------- | --------- | --------- | ---------- |
| 5 settembre 2001 | Las Leñas | Argentina | SG         |

Legenda:

SG = supergigante

### Campionati francesi
- 6 medaglie:
  - 2 ori (supergigante nel 1997; supergigante nel 2000)
  - 2 argenti (discesa libera, supergigante nel 1996)
  - 2 bronzi (discesa libera nel 1997; discesa libera nel 1999)